# Jörg Ziercke

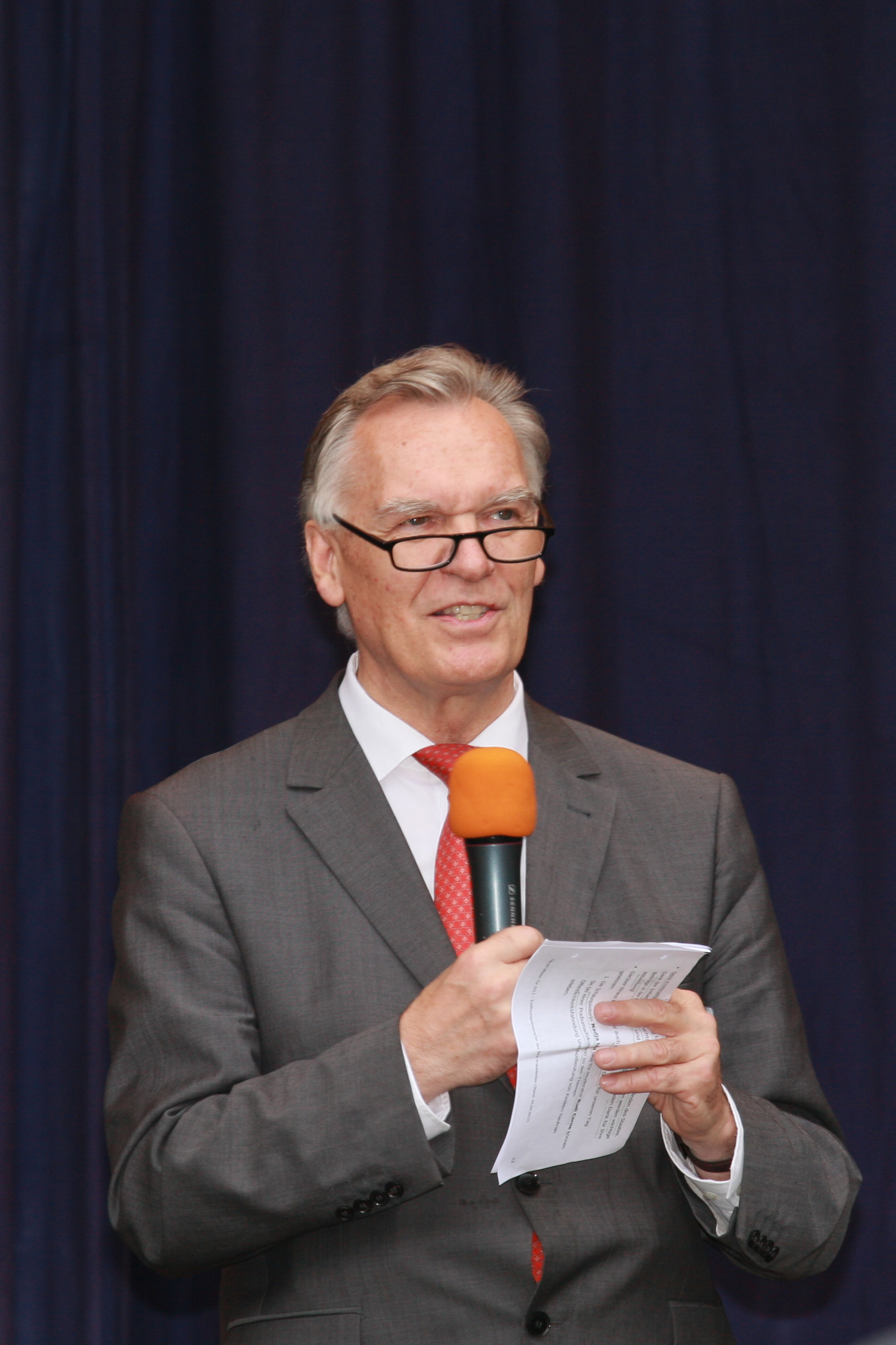
Jörg Ziercke (2013)

Jörg Ziercke (* 18. Juli 1947 in Lübeck) ist ein deutscher Polizeibeamter. Er war von Februar 2004 bis November 2014 Präsident des deutschen Bundeskriminalamts (BKA).

## Leben

### Ausbildung
Nach seinem Abitur an der Oberschule zum Dom in Lübeck ging Ziercke 1967 als Polizeianwärter zur Bereitschaftspolizei; von 1968 bis 1970 absolvierte er eine Ausbildung für den gehobenen Dienst der Kriminalpolizei.

### Beruflicher Werdegang
In den Jahren 1970 bis 1975 war er im operativen Bereich bei der Schutzpolizei, Kriminalpolizei und auch beim Landeskriminalamt Schleswig-Holstein tätig. Nach seiner Ausbildung für den höheren Polizeivollzugsdienst an der damaligen Polizeiführungsakademie (jetzt Deutsche Hochschule der Polizei) in Münster wurde er 1979 Leiter der Kriminalpolizei Neumünster. In den folgenden Jahren nahm er zudem Vertretungsaufgaben des Leiters der Kriminalpolizeidirektion Kiel wahr und wurde 1981 an die Kriminalpolizeidirektion Itzehoe abgeordnet. 1985 wechselte er ins Kieler Innenministerium, wo er zunächst Personal-, Aus- und Fortbildungsreferent der Landespolizei Schleswig-Holstein war. Von 1990 bis 1992 war Ziercke Leiter der Landespolizeischule Schleswig-Holstein und unterstützte (im Rahmen der Wiedervereinigung) den Aufbau der Landespolizeischule Mecklenburg-Vorpommern. Ab 1992 wechselte er zur Polizei im Innenministerium Schleswig-Holstein und übernahm dort 1995 die Leitung der Polizeiabteilung. Im Februar 2004 machte Otto Schily (SPD), Bundesminister des Innern von 1998 bis 2005, ihn zum Präsidenten des Bundeskriminalamts, nachdem Ulrich Kersten vorzeitig entlassen worden war. 2007 initiierte Ziercke in seiner Funktion als BKA-Präsident drei Fachtagungen zur NS-Vergangenheit des Bundeskriminalamts, aus denen ein aufwendiges Forschungsprojekt unter der Leitung des Historikers Patrick Wagner resultierte. Es handelt sich dabei um das erste Forschungsprojekt einer deutschen Sicherheitsbehörde zur Aufarbeitung der eigenen NS-Vergangenheit.
Ende November 2014 trat Ziercke in den Ruhestand. Sein Nachfolger wurde Holger Münch, der zuvor Staatsrat beim Senator für Inneres und Sport im Bundesland Bremen war.

### Sonstige Aktivitäten, Ämter und Mitgliedschaften
Ziercke ist Mitglied der SPD. Seit 2001 engagiert er sich im Vorstand des Deutschen Forums für Kriminalprävention und war seit dem 21. Oktober 2012 Stellvertretender Bundesvorsitzender des Weißen Ringes. Von 2018 bis 2022 war Ziercke Bundesvorsitzender des Weißen Rings.

### Privates
Ziercke ist verheiratet und hat zwei Kinder.

## Kritik

### Onlinedurchsuchungen
Anfang 2007 geriet Ziercke wegen seines Eintretens für umstrittene geheime Online-Durchsuchungen in die Kritik. So verlieh ihm die deutsche Computerzeitschrift Chip dafür die Negativauszeichnung „Bremse des Jahres 2007“. Ziercke bezeichnete die Ausführungen zu diesem Thema in der Presse als in technischer Hinsicht nicht haltbar; seine Spezialisten seien keine „Hacker“.
Laut einem Bericht des Spiegels im Juli 2007 führte er im Rahmen einer Veranstaltung für Parlamentarier unter anderem Inhalte von sogenannten „Schockerseiten“ vor (Videoausschnitte von Exekutionen in Form von Enthauptungen, brutaler Kindesmisshandlung, BDSM), um bei den eingeladenen Abgeordneten für das geplante Gesetz über geheime Online-Durchsuchungen zu werben.

### Internetsperren
Ziercke forderte jahrelang eine Umsetzung der von der damaligen Bundesfamilienministerin Ursula von der Leyen initiierten Regelung zu Sperrung von Webseiten. Er betonte wiederholt, allein mit Löschen sei es dem BKA nicht möglich, gesetzeswidrige Inhalte im Internet effektiv zu bekämpfen. Die Behörde gab unter seiner Führung mehrere Erklärungen heraus, die diese Position unterstrichen und nachdrücklich die Einführung von Netzsperren forderten. Ziercke erklärte, „dass in jedem Fall 1.000, möglicherweise auch bis zu 5.000 Seiten mit kinderpornografischen Inhalten geblockt werden müssen. […] Es geht um hunderttausende Zugriffe, die jeden Tag verhindert und auf Stoppseiten umgeleitet werden sollen“.
Am 5. April 2011 beschloss die Bundesregierung (Kabinett Merkel II), das Zugangserschwerungsgesetz aufzuheben. Die damalige Bundesjustizministerin Sabine Leutheusser-Schnarrenberger erläuterte die Gründe für die Entscheidung mit den Worten: „Nach aktuellen Zahlen des Bundeskriminalamtes sind nach zwei Wochen 93 Prozent der kinderpornografischen Inhalte gelöscht, nach vier Wochen sind es sogar 99 Prozent“.

### Drohnenangriffe
Im Januar 2011 erstattete ein Richter am Oberlandesgericht Karlsruhe gegen Ziercke Strafanzeige wegen Beihilfe zum Mord an einem deutschen Islamisten. Die Staatsanwaltschaft in Wiesbaden lehnte es ab, ein Ermittlungsverfahren gegen Ziercke einzuleiten.

### Edathy-Affäre
In der Edathy-Affäre wurde Ziercke Fehlverhalten im Amt des Präsidenten des deutschen Bundeskriminalamts angelastet und sein Rücktritt gefordert. Der Innenausschuss des Bundestages ermittelt.
Am 18. Dezember 2014 erklärte Sebastian Edathy (SPD) vor dem Untersuchungsausschuss des Deutschen Bundestages unter der Leitung von Eva Högl (SPD), dass Ziercke (SPD) im Amt des Präsidenten des deutschen Bundeskriminalamts die Informationsquelle seines Informanten Michael Hartmann (SPD) sei, welcher ihn unter anderem vor Durchsuchungen warnte.
Ziercke ließ über einen BKA-Sprecher im Magazin Stern verlautbaren, Hartmann nicht direkt informiert zu haben.
Für den 15. Januar 2015 war Ziercke für eine Befragung vor dem Untersuchungsausschuss geladen.
Mangels Anfangsverdachts wurden bisher seitens der zuständigen Staatsanwaltschaft Wiesbaden unter Behördenleiter Volkmar Kallenbach keine Maßnahmen eine Strafvereitelung im Amt betreffend ergriffen.

## Auszeichnungen (Auszug)
- 2009: Großes Silbernes Ehrenzeichen mit dem Stern für Verdienste um die Republik Österreich[19][20]
- 2012: Bul le Mérite für u. a. sein Lebenswerk als Kriminalbeamter[21]
- 2015: Outstanding Security Performance Award (OSPA) für sein Lebenswerk